# جامع الخنيني
جامع الخنيني من مساجد العراق القديمة التراثية، وبني عام 1292 هـ/1875م، وتم بناؤه على يد الحاج عبد الله بن صالح الخنيني، نسبة إلى آل الخنيني وهم أسرة من بيوت نجد، ويقع المسجد في جانب الكرخ من بغداد بشارع حيفا (محلة سوق الجديد)، ويحتوي الحرم على مصلى قديم البنيان تبلغ مساحته أكثر من 150م2، ولقد قامت وزارة الأوقاف والشؤون الدينية بتجديدهِ وتعميرهِ، وتقام فيه حاليًا الصلوات الخمسة المكتوبة.